# Tomáš Jun
Tomáš Jun (ur. 17 stycznia 1983 w Pradze) – czeski piłkarz występujący na pozycji napastnika. Od 2018 jest zawodnikiem USV Oed/Zeillern.

## Kariera klubowa
Jun treningi rozpoczął w wieku 9 lat w Sparcie Praga. W sezonie 1999/2000 został włączony do pierwszej drużyny Sparty. W lipcu 2001 został wypożyczony na pół roku do klubu FK Jablonec 97, również grającego w Gambrinus Lidze. W styczniu 2002 powrócił do Sparty. W pierwszej drużynie Sparty grał przez sześć lat. W tym czasie zdobył z klubem cztery mistrzostwa Czech (2000, 2001, 2003, 2005) oraz Puchar Czech w 2004. W sezonie 2004/2005 został królem strzelców Gambrinus Ligi, a także wybrano go Piłkarzem Roku w Czechach.
W 2005 roku przeszedł do tureckiego Trabzonsporu. W lidze tureckiej zadebiutował 6 sierpnia 2005 w wygranym 2:1 pojedynku z Kayserisporem. W trakcie sezonu 2005/2006 został wypożyczony do Beşiktaşu JK. Po zakończeniu sezonu powrócił do Trabzonsporu. Na sezon 2006/2007 Juna wypożyczono do Sparty Praga, a na następny do FK Teplice. Latem 2008 pozostał w tym klubie na zasadzie transferu definitywnego.
W styczniu 2009 został wypożyczony do austriackiego SCR Altach. Po spadku tego klubu do drugiej ligi austriackiej, zrezygnował z gry dla Altach i w czerwcu 2009 powrócił do Teplic. W lipcu 2009 wypożyczono go jednak do Austrii Wiedeń, która w 2010 roku wykupiła go z Teplic. Po czterech sezonach spędzonych w Austrii, a także zdobyciu tytułu mistrza kraju w sezonie 2012/2013 Jun wrócił do ojczyzny, gdzie po raz kolejny dołączył do drużyny Baumit Jablonec.

## Kariera reprezentacyjna
Jun jest byłym młodzieżowym reprezentantem Czech. W 2002 roku wraz z kadrą U-21 zdobył Mistrzostwo Europy U-21. W kadrze seniorskiej zadebiutował 17 listopada 2004 w wygranym 2:0 meczu eliminacji Mistrzostw Świata 2006 z Macedonią. Na Mistrzostwa Świata Czechy awansowały, jednak Juna nie powołano do kadry na ten turniej. 9 lutego 2005 w wygranym 3:0 towarzyskim meczu ze Słowenią strzelił pierwszego gola w trakcie gry w drużynie narodowej. Od 2006 roku pozostaje poza kadrą Czech.